# Schelluinen
Schelluinen is een dorp in de gemeente Molenlanden, in de Nederlandse provincie Zuid-Holland. Het dorp had op 1 januari 2023 1.360 inwoners. Schelluinen was tot 1986 een zelfstandige gemeente, maar ging daarna op in de nieuw gevormde gemeente Giessenlanden, die in 2019 opging in de nieuwe gemeente Molenlanden.

## Algemeen
Schelluinen ligt aan de N216 en heeft een openbare basisschool, Het Tweespan genaamd. Verder heeft het dorp een dorpshuis, speeltuin, kinderboerderij, een tennis-, schaats- en gymvereniging. De plaatselijke voetbalclub is VV Schelluinen. Ook is er een vestiging van het CBR gevestigd in het dorp.
Van 1220 tot 1700 was Schelluinen een commanderij van de Ridderlijke Duitsche Orde, Balije van Utrecht. De oude kerk, die al in 1220 vermeld wordt, werd in 1899 op instigatie van predikant Cornelis Kuipéri gesloopt.
Het kasteeltje Schelluinderberg is in de 16e eeuw gebouwd. Het is een rijksmonument.
Ten zuiden van Schelluinen loopt de spoorlijn Elst - Dordrecht. Aan deze spoorlijn had Schelluinen een eigen stopplaats, te weten stopplaats Schelluinen. In 1929 is deze stopplaats gesloten.

## Etymologie
De naam "Schelluinen" verwijst waarschijnlijk naar Askalon, een havenstad in het Nabije Oosten (tegenwoordig Asjkelon in Israël). In het begin van de dertiende eeuw werd deze stad meermaals door de Kruisvaarders veroverd. De vroegste vermelding van Schelluinen vinden we in een oorkonde uit 1220 onder de naam "Scalun". Deze naam vertoont veel gelijkenis met de middeleeuwse schrijfwijze van de stad Askalon, namelijk "Skalon".

## Trivia
- Naar Schelluinen is een straat genoemd in Reigersbos IV, een deel van de Amsterdamse wijk Reigersbos.

## Publicatie
- Huib J. Zuidervaart: Ridders, priesters en predikanten in Schelluinen. De geschiedenis van een Commanderij van de Ridderlijke Duitsche Orde, Balije van Utrecht. Hilversum, Verloren, 2013. ISBN 978-90-8704-389-6

Stad: Nieuwpoort

Dorpen: Arkel · Bleskensgraaf · Brandwijk · Giessenburg · Giessen-Oudekerk · Goudriaan · Groot-Ammers · Hoogblokland · Hoornaar · Kinderdijk · Langerak · Molenaarsgraaf · Nieuw-Lekkerland · Noordeloos · Ottoland · Oud-Alblas · Schelluinen · Streefkerk · Wijngaarden

Buurtschappen: Achthuizen · De Donk · Den Dool · Gelkenes · Gijbeland · Graafland · Hofwegen · Kooiwijk · Liesveld · Minkeloos · Overslingeland · Pinkenveer · Rietveld · Vuilendam · Waal

Zuid-Holland · Steden en dorpen      Nederland: Provincies · Gemeenten